# Bulbostylis erratica
Bulbostylis erratica là một loài thực vật có hoa trong họ Cói. Loài này được (Hook.f.) C.B.Clarke mô tả khoa học đầu tiên năm 1902.